# زیردریایی فارفادت (کیو۷)
زیردریایی فارفادت (کیو۷) (به انگلیسی: French submarine Farfadet (Q7)) یک زیردریایی بود که طول آن ۴۱٫۳ متر (۱۳۵ فوت ۶ اینچ) بود. این زیردریایی در سال ۱۹۰۱ ساخته شد.